# Красносёлка (Одесская область)
Красносёлка, на довоенных картах Гильдендорф, Колендорово (укр. Красносілка) — село, относится к Одесскому району Одесской области Украины.

## История
Колония Гильдендорф основана в 1829 году 96 немцами и семьями из березанских колоний. Была названа в честь колонистского чиновника Е. Е. фон Гильденшанца.
В 1945 г. Указом ПВС УССР село Гильдендорф переименовано в Красносёлку.

## Местный совет
67560, Одесская обл., Лиманский р-н, с. Красносёлка, ул. Набережная, 82